# HR 4523
HR 4523 (HD 102365) — двойная звезда в созвездии Центавра. Система находится на расстоянии около 30,31 световых лет (9,29 ± 0,01 парсек) от Солнца.

## Характеристики
Оба компонента системы относятся к классу карликов главной последовательности и принадлежат к обширной семье звёзд галактического диска. Обе компоненты обращаются вокруг общего центра масс на расстоянии 194 а.е. друг от друга.

### HR 4523 A
Главный, более массивный и яркий, компонент представляет собой жёлтый карлик, по своим характеристикам напоминающий наше Солнце. Его масса равна 60—80 % массы Солнца, однако возможно, что масса абсолютно равна солнечной. Диаметр и светимость карлика приблизительно равны 96 % и 82 % солнечных соответственно. Спектральный анализ показал, что в составе HR 4523 A содержится от 20 % до 33 % химических элементов тяжелее водорода, по сравнению с Солнцем. Температура поверхности приблизительно равна 5643 Кельвинов. Возраст звезды оценивается в 9 млрд лет.

### HR 4523 В
Второй компонент хуже изучен. Он принадлежит к классу холодных тусклых красных карликов. Его масса не должна превышать 7 % массы Солнца, диаметр — не более 15 % солнечного, а светимость равна приблизительно 7/100000 солнечной.

## Ближайшее окружение звезды
Система HR 4523 принадлежит к движущейся группе звёзд ε Индейца. Следующие звёздные системы находятся на расстоянии в пределах 20 световых лет от HR 4523:
| Звезда     | Спектральный класс | Расстояние, св. лет |
| L 396-7    | M3,5 V             | 4,3                 |
| CD-31 911  | M2 V               | 4,4                 |
| CD-32 8179 | K0 V / M V         | 4,4                 |
| CD-51 5974 | K0-M0 V-VI         | 6,3                 |
| L 399-68   | M3,5 V             | 7,3                 |
| CD-26 8883 | K4-5 V / ?         | 7,8                 |
| CD-51 6859 | M3 V               | 7,9                 |
| L471-42    | M4 V               | 8,2                 |
| HIP 50798  | ?                  | 9,7                 |
| Глизе 370  | K5 V               | 14                  |
| 61 Девы    | G5-6 V             | 15                  |